# Мардоний
Мардоний (др.-перс. Mrdunya, Мардуния, др.-греч. Μαρδόνιος; погиб 9 сентября 479 до н. э., Платеи) — персидский полководец, сын Гобрия. Являясь сыном одного из семи убийц Лже-Смердиса, был приближён к царю Дарию I, женился на дочери Дария Артозостре и приходился двоюродным братом сыну Дария Ксерксу I. Участвовал в подавлении Ионийского восстания в 500—494 годах до н. э.
Персы считали его главным инициатором плана завоевания Греции, так как он рассчитывал стать сатрапом завоёванной страны. Однако поход Мардония (492 год до н. э.) провалился. Перейдя через Геллеспонт в сопровождении большого флота, он сумел занять остров Фасос и некоторые части Македонии, но затем у Афонского мыса буря уничтожила 300 его кораблей, тогда как фракийское племя бригов потрепало армию, оставшуюся без поддержки.
В результате Мардоний попал в опалу у Дария; но с воцарением Ксеркса он вновь оказывается приближённым к персидскому царскому двору и активно участвует в организации знаменитого похода на Элладу. Покидая Грецию осенью 480 года до н. э., Ксеркс назначил Мардония сатрапом Греции и командующим оставленным войском.
Мардоний перезимовал в союзной персам Фессалии, тщетно пытаясь дипломатически путём расколоть греческую коалицию (он предлагал Афинам союз против Спарты). Не добившись благоприятного ответа от Афин, он весной вторгся в Аттику, вновь занял Афины и сжёг в них дотла всё, что оставалось нетронутым после Ксеркса. Однако известия о подходе сильного спартанского войска заставили его отступить на границы Беотии, где им у реки Асопос было построено деревянное укрепление. Здесь Мардоний проявил себя как разумный полководец, пытаясь использовать своё главное преимущество — конницу — и с её помощью отрезать греческую армию от источников снабжения и воды. Это ему практически удалось; однако последовавшая затем битва при Платеях закончилась гибелью Мардония (сражавшегося с особым мужеством, отмеченным греками; ему разбил камнем голову некий спартанец Аманат) и практически полным истреблением и пленением его войска.